# Cabo Rojo (Mexique)
Pour les articles homonymes, voir Cabo Rojo.
Le cabo Rojo est une barrière littorale du Mexique située dans l'État de Veracruz, à cheval sur les municipalités d’Ozuluama de Mascareñas et de Tamiahua, 55 km au sud de Tampico. Elle ferme la lagune de Tamiahua (es).
Cette protubérance côtière marque la frontière entre la côte ouest de la baie de Campêche et le golfe du Mexique proprement dit. Les services météorologiques s'en servent comme zone d’alerte cyclonique.
Le cabo Rojo fut touché par la tempête tropicale Gert en 2005.